# Alagoasmyrsmyg
Alagoasmyrsmyg (Myrmotherula snowi) är en akut utrotningshotad fågel i familjen myrfåglar som är endemisk för Brasilien.

## Utseende och läte
Alagoasmyrsmygen är en liten (9,5 cm) och enfärgad medlem av familjen. Hanen är helgrå, undertill något ljusare och med en liten svart fläck på strupen. Honan har gulbrun ovansida, rostfärgad stjärt och rostbeige undersida med vit strupe. Den är mycket lik enfärgad myrsmyg, men delar inte utbredningsområde, har kortare stjärt och längre näbb, och honan är mer roströd under. Sången består av tre till sex nedåtböjda, klara visslingar. Kontaktlätet beskrivs som ett "kleek", varningslätet som "nyiig-nyeeh-nyaah".

## Utbredning och status
Fågeln förekommer enbart i nordöstra Brasilien, i Alagoas. IUCN kategoriserar arten som akut hotad.